# Shane Briant
Pour les articles homonymes, voir Briant.
Shane Briant est un acteur britannique né le 17 août 1946 à Londres (Royaume-Uni) et mort le 27 mai 2021. 

## Biographie

### Carrière d'acteur
Après des débuts sur scène qui lui valent d'être nommé Meilleur espoir par les critiques londoniens, Shane Briant tourne plusieurs films d'épouvante pour la Hammer au début des années 1970. Il incarne notamment Simon Helder, l'assistant du docteur joué par Peter Cushing dans Frankenstein et le monstre de l'enfer.
Par la suite, il sera notamment dirigé par John Huston, Just Jaeckin, et Roland Joffé.

### Carrière d'écrivain
Dans les années 1990, Shane Briant commence une carrière d'écrivain. Il publie sept romans entre 1994 et 2011 dont Graphic en 2005, ainsi qu'une autobiographie intitulée Always the Bad Guy. Il a également écrit le court métrage A Message from Fallujah en 2005.
Il vivait en Australie depuis 1983.

## Filmographie
- 1971 : Le Baron rouge (Von Richthofen and Brown) de Roger Corman
- 1972 : Straight on Till Morning : Peter
- 1972 : Les Démons de l'esprit (Demons of the Mind) : Emil
- 1973 : Le Portrait de Dorian Gray (The Picture of Dorian Gray) (TV) : Dorian Gray
- 1973 : Le Piège (The MacKintosh Man) : Cox
- 1974 : Capitaine Kronos, tueur de vampires (Captain Kronos - Vampire Hunter) : Paul Durward
- 1974 : Frankenstein et le monstre de l'enfer (Frankenstein and the Monster from Hell) : Simon Helder
- 1974 : Notorious Woman (feuilleton TV) : Alfred de Musset
- 1975 : L'Homme que je suis (The Naked Civil Servant) (TV) : Norma
- 1978 : Touch and Go (feuilleton TV) : Adam
- 1979 : The Flame Is Love (TV) : Pierre
- 1980 : Voltan le barbare (Hawk the Slayer) : Drogo
- 1981 : L'Amant de lady Chatterley (Lady Chatterley's Lover) : Sir Clifford Chatterley
- 1982 : Un meurtre est-il facile ? (Murder Is Easy) (TV) : Dr Thomas
- 1984 : Constance : Simon Malyon
- 1985 : Shaker Run : Paul Thoreau
- 1985 : Anzacs (mini-série) : sergent Wilhelm 'Kaiser' Schmidt
- 1986 : Run Chrissie Run! : Terrier
- 1986 : Cassandra de Colin Eggleston  : Stephen
- 1987 : The Lighthorsemen : Reichert
- 1987 : Nancy Wake (TV) : Gestapo Major
- 1988 : Barracuda (TV) : Zoli Scoane
- 1988 : Lésions corporelles graves (Grievous Bodily Harm) : Stephen Enderby
- 1989 : Minnamurra : Allenby
- 1989 : Darlings of the Gods (TV) : Cecil Beaton
- 1990 : Till There Was You : Rex
- 1991 : Mission top secret (TV) : Savage
- 1995 : Tunnel Vision : Inspector Bosey
- 1998 : Auf der Suche nach der Schatzinsel (série TV) : Dante  /  ...
- 1999 : Chameleon II: Death Match (TV) : Mongoose
- 1999 : Pollution mortelle (Airtight) (TV) : Harkfield
- 2000 : Chameleon 3: Dark Angel (TV) : The Mongoose
- 2003 : Subterano : Cunningham
- 2003 : Liquid Bridge : Carl Sinclair
- 2005 : A Message from Fallujah : Gary Davis
- 2007 : Murder in the Outback (TV) : Richard Shears
- 2008 : Les Orphelins de Huang Shui : Roger Appsley
- 2009 : Nightfall : Agent double (False Witness) (TV) : Winston Beale
- 2013 : The Lovers de Roland Joffé : le gouverneur de Bombay
- 2013 : Serangoon Road (série TV) : Major Miller